# 새 (식물)

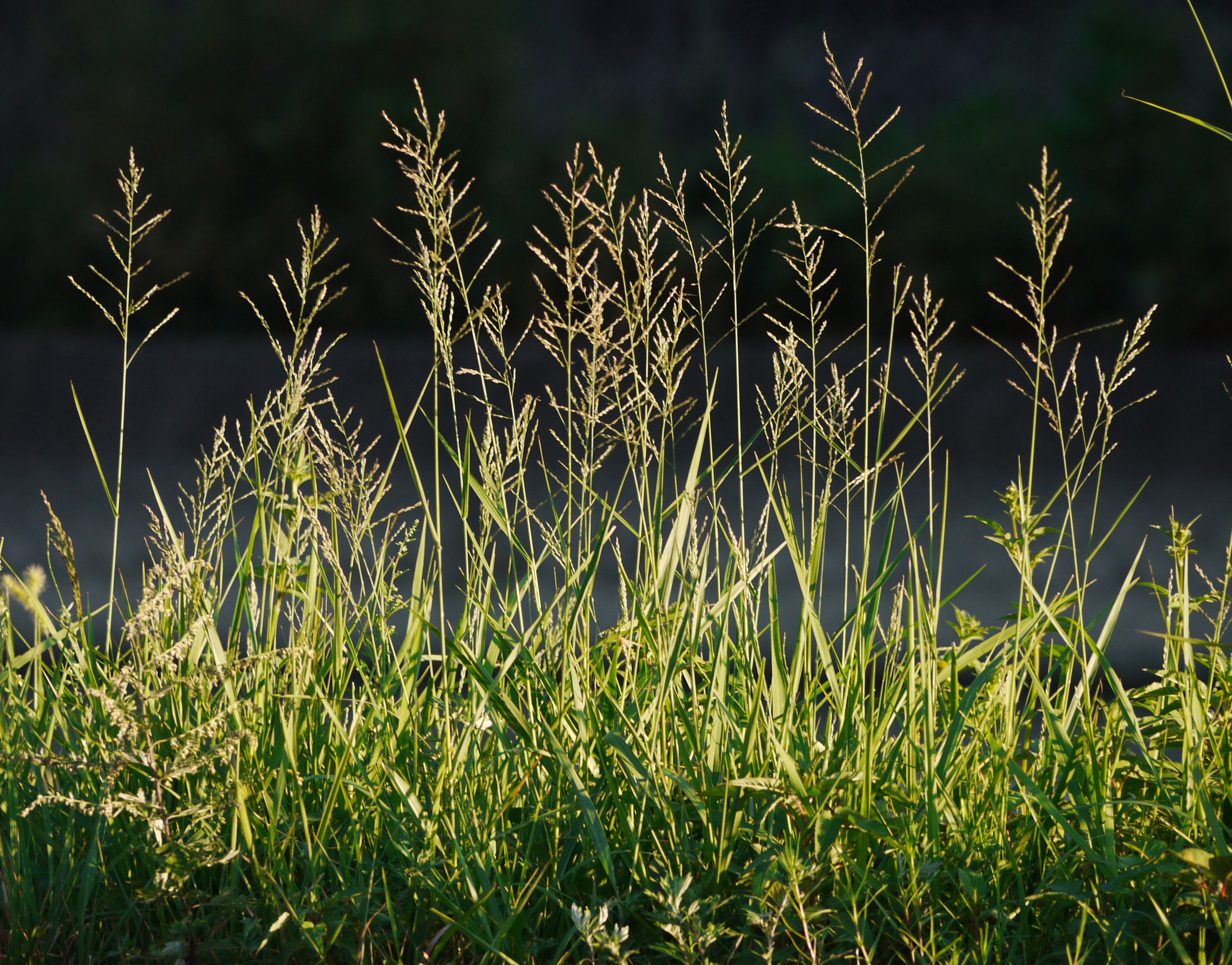

새는 한국·일본·중국·만주 등지에 분포하는 여러해살이풀로 안고초·야고새·참털새·애기새라고도 한다. 높이는 30~120cm로 땅속줄기가 길게 옆으로 뻗으며 번식하고, 줄기는 여러 개가 뭉쳐나는데 곧게 선다. 잎은 어긋나며 길이는 15~40cm, 너비는 5~15mm의 선형이고 양면에 퍼진 털이 있다. 잎혀는 길이 0.5mm로 극히 짧으며 긴 털이 있고, 잎집은 마디 사이보다 길며 간혹 털이 있다. 꽃은 8~9월에 피는데 길이는 8~30cm 정도이고, 원추꽃차례로 달린다. 작은이삭은 길이 3~5mm로 흔히 2개씩 달리며, 녹색·자주색 또는 자갈색을 띠고, 1개의 양성화와 1개의 수꽃이 들어 있다. 포영은 길이가 서로 다른데 둘째 것이 가장 길고, 호영에 까끄러기가 없다. 수술은 3개이고 암술머리가 2개이다. 열매는 영과이며 원기둥상의 넓은 타원형이다.